# Am Heeder Moor
Koordinaten: 52° 37′ 39″ N, 8° 20′ 24″ O
Am Heeder Moor ist ein ehemaliges Naturschutzgebiet in der niedersächsischen Stadt Diepholz im Landkreis Diepholz.

## Allgemeines
Das Naturschutzgebiet mit dem Kennzeichen NSG HA 040 war 202 Hektar groß. Das Gebiet stand seit dem 13. März 1975 unter Naturschutz. Zum 8. März 2012 wurde es mit dem Naturschutzgebiet Aschener Moor zum Naturschutzgebiet Aschener Moor/Heeder Moor zusammengelegt. Zuständige untere Naturschutzbehörde war der Landkreis Diepholz.

## Beschreibung
Das ehemalige Naturschutzgebiet liegt nordwestlich der Stadt Diepholz und besteht überwiegend aus feuchtem Grünland, wenigen bewirtschafteten Ackerflächen am Rand und Hutungsflächen. Im Westen grenzt es an das Heeder Moor. Im Zentrum des ehemaligen Naturschutzgebietes befindet sich ein ungenutzter Hochmoorrest.
Die zwischen den beiden zusammengelegten Naturschutzgebieten liegende Fläche wurde in das neue Naturschutzgebiet einbezogen. 